# Harmont & Blaine
Harmont & Blaine S.p.A. è un'azienda italiana che produce, commercializza e distribuisce abbigliamento upper-casual, contraddistinto dal marchio del bassotto.

## Storia
Nel 1986, Domenico Menniti – in seguito amministratore delegato e poi Presidente di Harmont & Blaine S.p.A. –  fonda, insieme ai soci e fratelli, Enzo Menniti, Paolo e Massimo Montefusco, un'azienda che si dedica alla produzione di guanti in pelle con il marchio PDM.
Nel 1993 l'azienda comincia la produzione di cravatte e nel 1994 viene presentata la prima collezione di boxer da mare; l'anno successivo si integrano le collezioni con camicie, pantaloni e golf.
Nel 2000 viene aperta la prima boutique monomarca, che funge da negozio pilota, a Frattamaggiore (NA). Nel marzo del 2001 viene inaugurata la boutique di Capri e, nel maggio del 2004, apre il primo negozio monomarca a Miami, Florida.
Nel 2005 viene lanciata la collezione "Harmont & Blaine Junior", affidata in licenza ad AGB Company. L'anno successivo avviene un cambio di denominazione dell'azienda, che da PDM cambia in Harmont & Blaine S.p.A. Parallelamente, viene avviata la procedura di aumento di capitale, approvata da un'assemblea straordinaria il 1º ottobre 2007.
Nel 2008 viene siglato l'accordo di licenza per la produzione e distribuzione della linea "Harmont & Blaine Shoes" alla marchigiana Giano S.r.l., dedicata alle calzature uomo.
Nel giugno 2009 viene presentata la collezione" Harmont & Blaine Junior", dedicata alle bambine. Un anno dopo, viene presentata la collezione dedicata alla donna. Nella primavera del 2011 vengono presentate le calzature per bambini. Lo stesso anno, nasce la Honda CR-V Harmont & Blaine attraverso un'operazione di co-branding tra Honda Automobili Italia S.p.A. e Harmont & Blaine.
Dalla stagione Autunno-Inverno 2012-13 il design, la produzione e la distribuzione della linea donna di Harmont & Blaine passano sotto il diretto controllo dell'azienda. Sempre durante il 2013, la collezione uomo viene presentata alla stampa durante la Milano Fashion Week. A ottobre viene inoltre inaugurato il flagship store di Praga.
Il 30 ottobre 2014 viene siglata l’operazione che porta il fondo Italiano di private equity Clessidra SGR nel capitale sociale di Harmont & Blaine SpA con una quota del 35%.
Nel 2015, nel mese di luglio, viene costituita la società controllata Harmont & Blaine France Sas. A ottobre, Harmont & Blaine entra ufficialmente nel mercato francese e inaugura la prima boutique a Parigi, seguita nel 2016 dalla boutique di Cannes.
Nel settembre 2020 cambio al vertice dell'azienda che ha 140 punti vendita: Paolo Montefusco presidente, Marco Pirone amministratore delegato.
Nel luglio 2022, la quota di Clessidra Private Equity Sgr viene ceduta a Bassotto 2.0, veicolo di investimento costituito e guidato da Riccardo Bruno, che rappresenta attraverso un club deal alcuni investitori privati. Paolo Montefusco assume l’incarico di amministratore delegato, mentre Riccardo Bruno diventa presidente.